# Моріц-Вальдемар Бретшнайдер-Бодемер
Моріц-Вальдемар Бретшнайдер-Бодемер (нім. Moritz-Waldemar Bretschneider-Bodemer; 29 травня 1892, Хемніц — 18 липня 1918) — німецький льотчик-ас, лейтенант Імперської армії.

## Біографія
Учасник Першої світової війни. 19 квітня 1918 року вступив у 6-ту винищувальну ескадрилью, у складі якої здобув шість перемог. Останній літак збив 16 липня 1918, а через два дні сам загинув під час бойового вильоту. Його збив відомий французький ас — капітан Жорж Мадон з ескадрильї Spa. 38, для якого це була 38-ма перемога.